# بينارباشي (سنجك)
بينارباشي (بالكردية: Kiran‏) (بالتركية: Pınarbaşı)‏ هي قرية كرديّة رشوانيّة تتبع إداريّاً لمديرية سنجك في محافظة أديامان التركية، بلغ عدد سكانها 230 نسمة في عام 2021 ويتبعها نجوع آقجالي وجاقولي ورورشه وشاهقولو.